# Museo estone dello sport
Il Museo dello Sport estone è un museo sportivo ubicato a Tartu, Estonia. È stato fondato nel 1963 ed è stato ammodernato nel 2001; è il più grande museo dello sport nei paesi baltici. Il museo possiede anche un piccolo avamposto ad Otepää che si concentra sugli sport invernali. Il direttore del museo è Daimar Lell. Dall'8 giugno 2012 i codici QRpedia vengono utilizzati nel museo.

## Descrizione

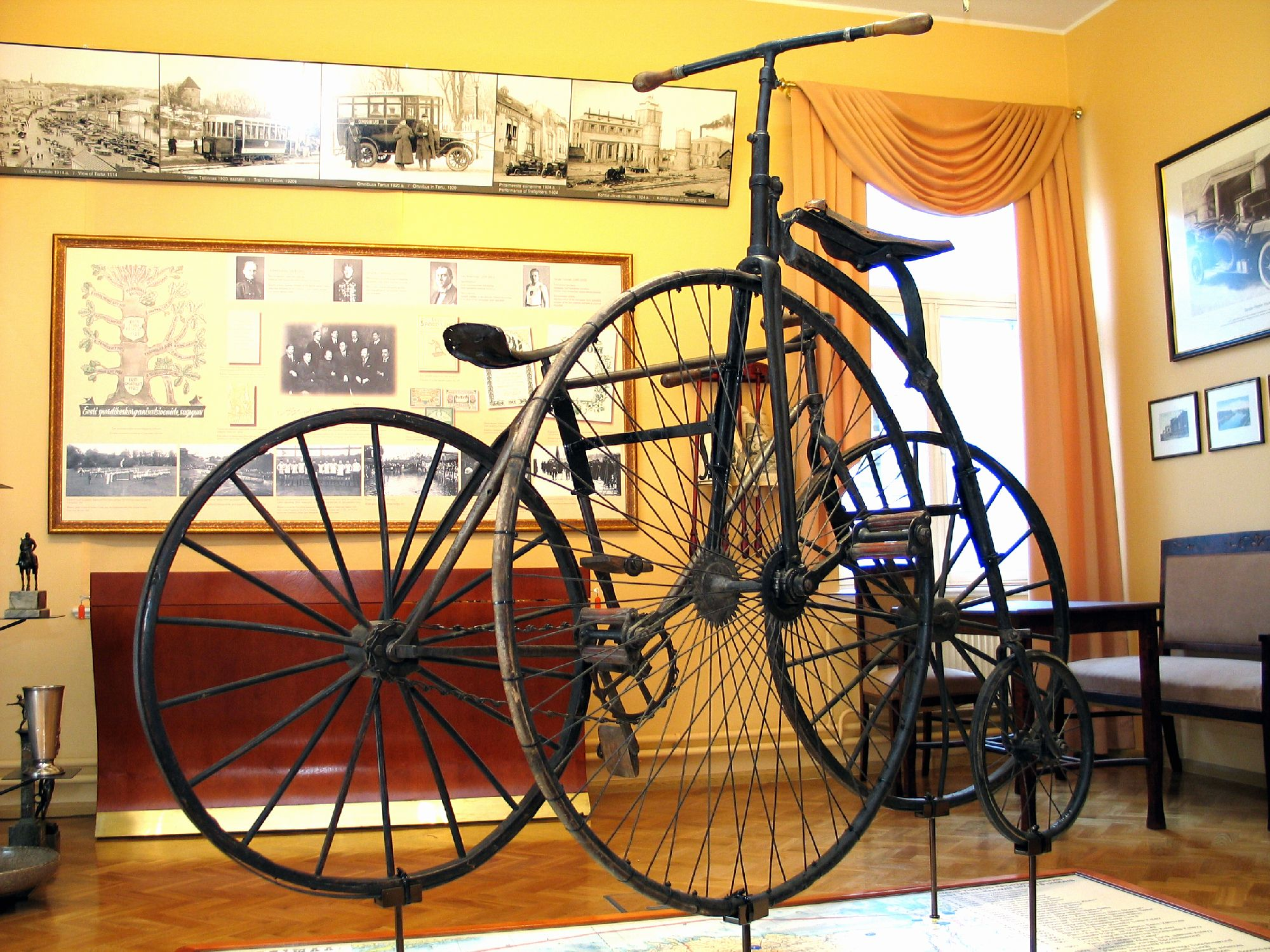
L'interno del museo

Il museo consiste di tre piani di sale espositive, la cantina storica e la biblioteca specializzata. L'esposizione permanente "Hortus Athleticus" (in estone, russo e inglese) fornisce una panoramica completa sullo sviluppo dello sport estone. Il museo contiene le collezioni di premi, tazze e attrezzature sportive datate.
L'esposizione permanente è divisa in otto differenti parti e include un giro olimpionico virtuale. L'Estonia ha per la prima volta partecipato ai Giochi Olimpici nel 1912, quando la prima medaglia olimpica estone, un argento, fu vinta dal lottatore dei pesi medi Martin Klein. Il museo comprende le medaglie olimpiche e le mostre sui singoli atleti estoni come Gerd Kanter, Erki Nool, Jaan Talts, Paul Keres e Georg Lurich comprese le fotografie di lottatori greco-romani estoni noti. I visitatori possono mettere alla prova la propria forza sui simulatori di tiro alla fune e di ciclismo.
Il museo ospita mostre di altre culture ed ha creato anche una mostra della storia olimpica dell'Estonia nella Biblioteca Nazionale d'Estonia per commemorare il centenario dei Giochi Olimpici estoni e l'apertura delle Olimpiadi del 2012 a Londra. La mostra del museo celebra anche che il 2012 vedrà per la prima volta gli olimpionici estoni partecipare ad una delle Olimpiadi di Londra.